# Naroczycki Łęg
Naroczycki Łęg – użytek ekologiczny o powierzchni 186,97 ha, położony w zakolu rzeki Odry, obejmujący swym zasięgiem obszar starorzeczy i łąk zalewowych w rejonie Naroczyc i Chobieni w gminie Rudna w województwie dolnośląskim. Powstał na mocy Uchwały Nr XXXV/265/98 Rady Gminy Rudna z dnia 28 kwietnia 1998 r.
Znajdują się tu wspaniałe krajobrazy, liczne gatunki roślin, ptaków wodno-błotnych oraz rzadkich zwierząt.